# Dugesia colapha
Dugesia colapha és una espècie de triclàdide dugèsid que es coneix únicament de la regió de Volta, Ghana, Àfrica. Aquesta espècie va ser descrita l'any 1967 a partir d'un únic individu que s'havia obtingut de poblacions en les que la majoria d'espècimens eren asexuals. És diploid amb una dotació cromosòmica de 2n = 16, n = 8. D. colapha és similar a D. subtentaculata. És considerada species inquirenda.